# Reinado de Nossa Senhora do Rosário

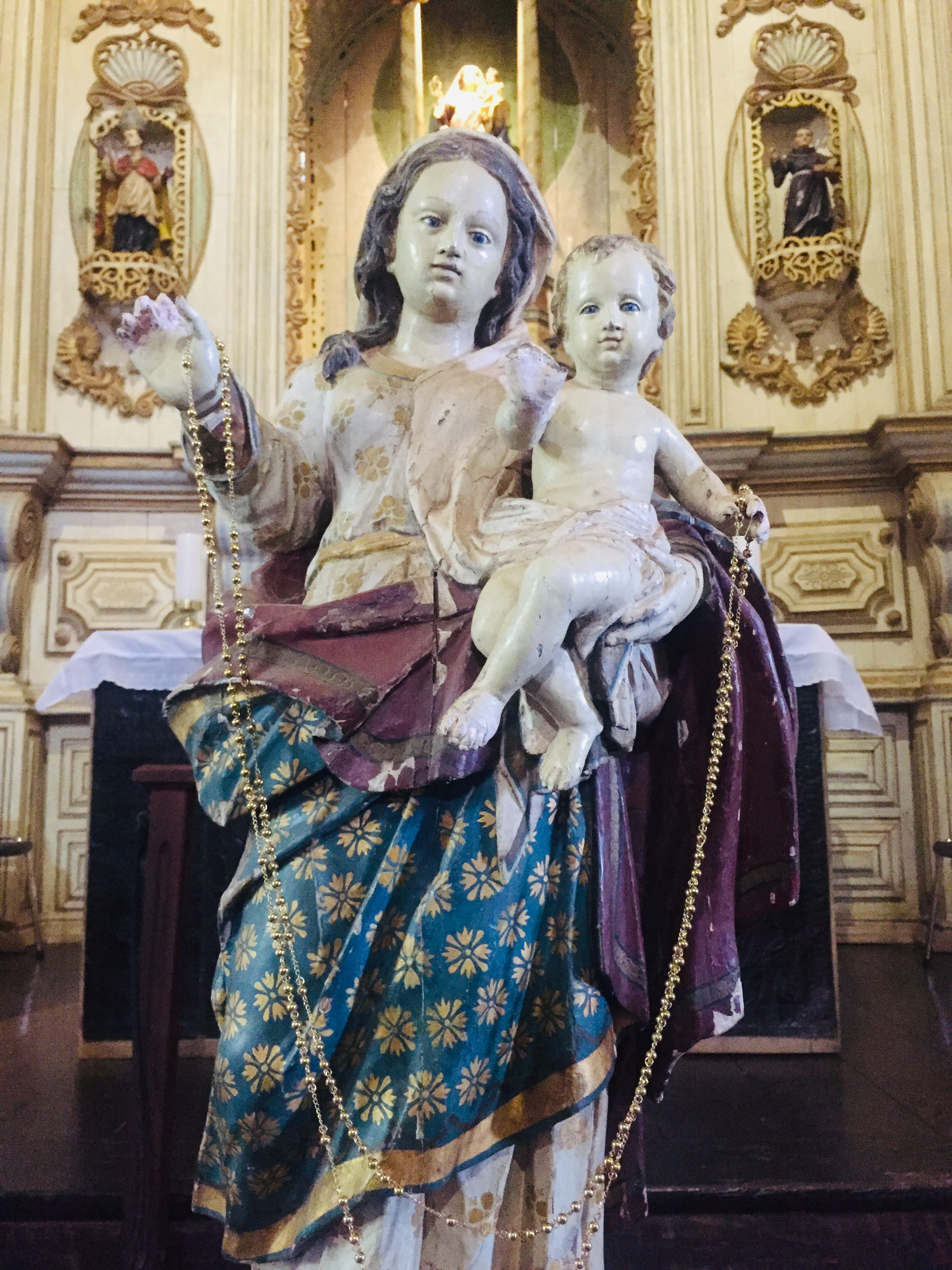
Imagem original de Nossa Senhora do Rosário dos Pretos, atualmente na Igreja Nossa Senhora do Carmo.

O Reinado de Nossa Senhora do Rosário era a festa de Nossa Senhora do Rosário promovida desde a década de 1750 no primeiro domingo de outubro na Igreja do Rosário dos Pretos. O nome da festividade provém do presidente da Irmandade de Nossa Senhora do Rosário dos Pretos ao qual é atribuído o nome de Rei. Com o passar dos anos, no início do século XX o Reinado foi transferido para a segunda-feira pós pentecostes, a Festa do Divino. Mesmo com a demolição da Igreja do Rosário dos Pretos em meados de 1940 e a extinção da Irmandade em meados de 1990 tal folguedo que é constituído de Cortejo com o Rei até a Igreja Matriz, Missa e Cortejo de volta, continuaram a serem realizados pela comunidade local, representando a cultura negra local, reconhecido como Patrimônio Imaterial pelo IPHAN em 2010 juntamente com a Festa do Divino.